# Schnatermann

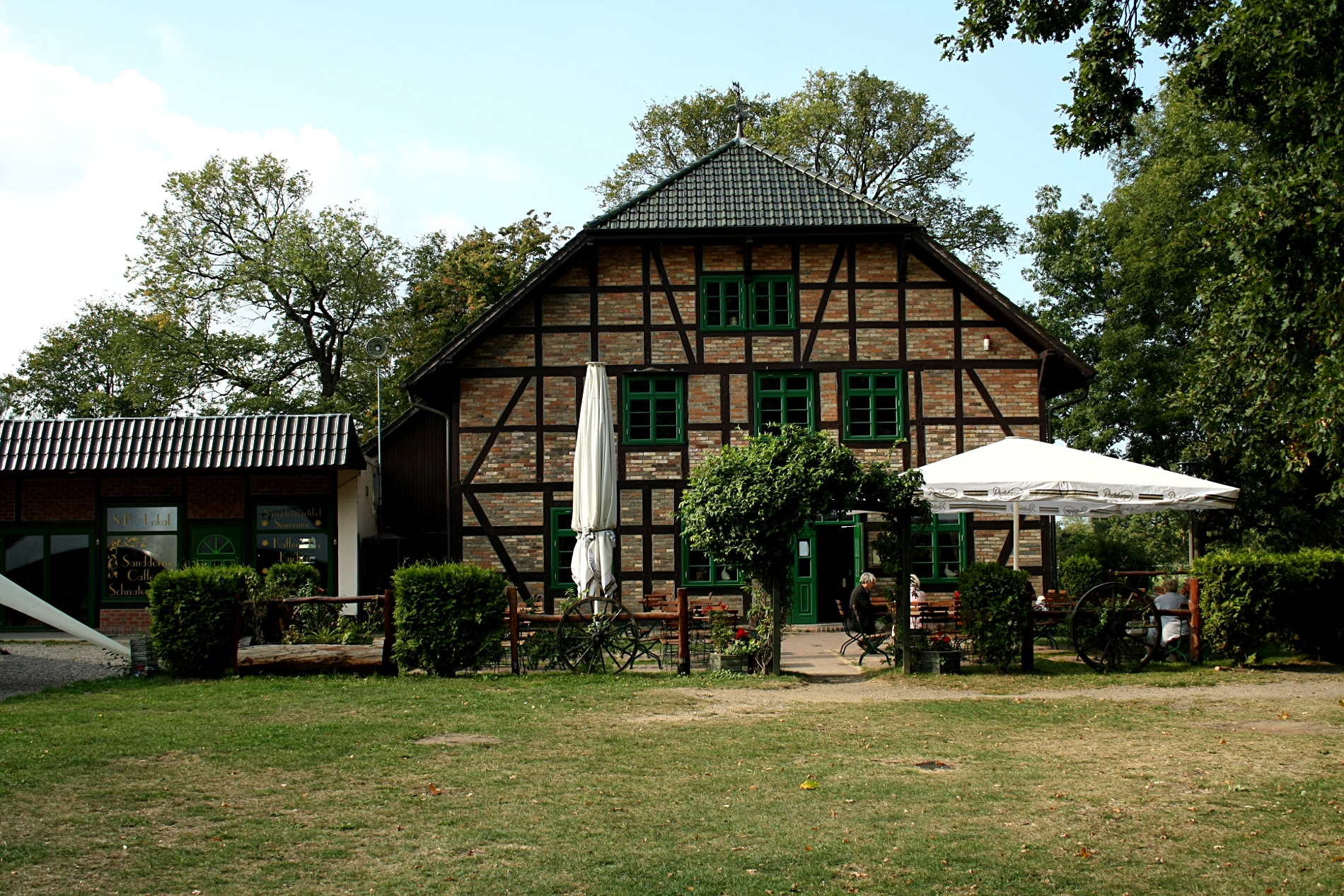
Ehemalige Revierförsterei, heute Ausflugsgaststätte

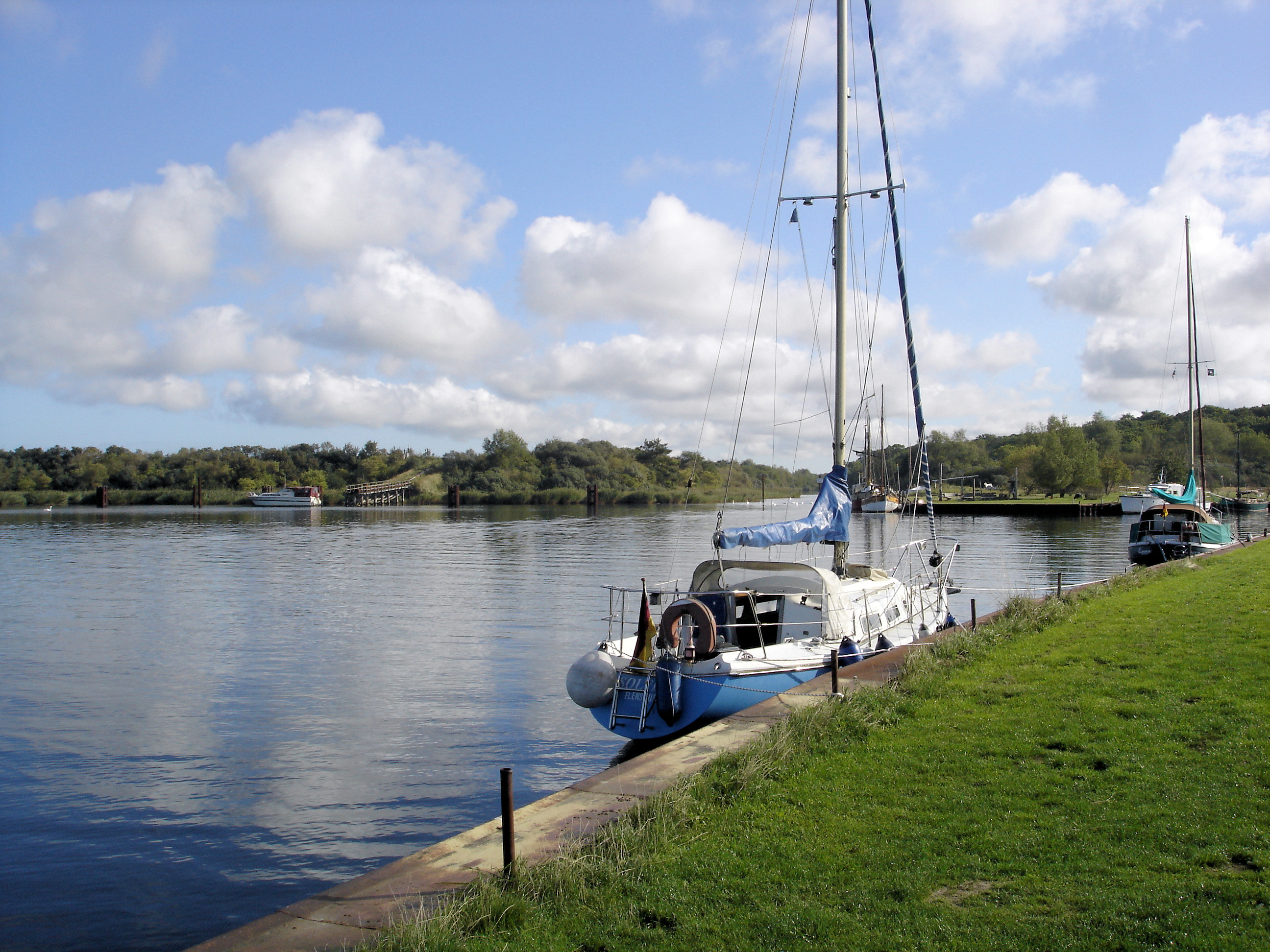
Hafen

Der Schnatermann ist ein Teil der Rostocker Heide auf dem Gebiet der Hansestadt Rostock. Es grenzt im Westen an den Breitling, eine boddenartige Verbreiterung der Unterwarnow kurz vor ihrer Mündung in die Ostsee. Im Mittelalter wurde in diesem Gebiet viel Holz für Schiffbau und Baugewerbe geschlagen. Um die Menge des ausgeführten Holzes zu überwachen, installierte die Stadt, der der Wald gehörte (und noch heute gehört), Schlagbäume an allen Wegen. Die Wachen dieser Schlagbäume wurden Schnatermann genannt. Das Wort setzt sich aus dem altslawischen schnat für Grenze und dem deutschen mann zusammen.
Mit der Zeit übertrug sich die Bezeichnung vom Grenzwächter auf das bewachte Gebiet und dann auf ein am Rande des Gebietes gelegenes Forsthaus.
Die direkt am Breitling gelegene Revierförsterei Schnatermann begann Ende des 19. Jahrhunderts in der Sommersaison Touristen Speisen und Getränke anzubieten. Bald entstand ein Bootsanleger und es wurden regelmäßige Ausflugsfahrten mit Ausflugsdampfern und -booten von Warnemünde und vom Rostocker Stadthafen aus zum Schnatermann angeboten. Das Lokal am Schnatermann wurde auch bei Seglern und Motorbootfahrern ein beliebtes Ausflugsziel.
Heute gibt es am Schnatermann einen Sportboothafen und einen kleinen Sandstrand. Ein Ausflugslokal im alten Forsthaus schloss 2017/2018 und wurde 2019 wieder eröffnet. Ein Großteil der Flächen gehört zum Naturschutzgebiet Schnatermann. In der Sommersaison wird der Schnatermann von Fahrgastschiffen im Linienverkehr Warnemünde – Schnatermann – Markgrafenheide angelaufen.
Der Schnatermann ist Schauplatz des Gedichts Regenballade von Ina Seidel, das 1978 von Achim Reichel auf der LP Regenballade vertont wurde.